# Париньяс
Пари́ньяс (исп. Pariñas) — самая западная точка Южной Америки.
Европейской цивилизацией мыс впервые был открыт ориентировочно в 1527 году испанской экспедицией Франсиско Писарро и Бартоломе Руиса.

## Расположение и описание
Находится этот мыс в северо-западной части Перу в районе Ла-Бреа провинции Талара региона Пьюра. Ближайшим населённым пунктом является селение Негритос, находящееся в 5 км к северо-западу от мыса. Омывается мыс Тихим океаном. Сам мыс образован низменным выступом берега, который покрыт рыхлыми отложениями.
На мысе расположен действующий маяк. К югу от мыса находится примечательное побережье, от которого можно подняться на мыс и видеть внизу в бухте тюленей.

## Факты
- Самой северной частью Южной Америки является мыс Гальинас, находящийся в Колумбии.
- Самой южной частью Южной Америки является мыс Фроуорд, находящийся в Чили.
- Самой восточной частью Южной Америки является мыс Сейшас, находящаяся в Бразилии.